# Mstislav III di Kiev
Mstislav Romanovič il Vecchio, noto anche come Mstislav III di Kiev (in russo Мстислав Романович Старый?; in ucraino Мстислав Старий?; ... – 2 giugno 1223), fu principe di Pskov, Smolensk, Belgorod, Halyč e gran principe di Kiev.
Mstislav affrontò gli eserciti di Gengis Khan nel 1223 e fu sconfitto nella battaglia del fiume Kalka dai generali mongoli Jebe e Subedei. Venne fatto prigioniero e giustiziato.